# Občanské národní hnutí
Občanské národní hnutí (ONAH), též Pražané Praze, byla česká regionální politická strana v 90. letech 20. století, která ale počátkem roku 1996 získala dočasně i zastoupení v Poslanecké sněmovně Parlamentu České republiky.

## Dějiny a ideologie
V roce 1994 vznikla politická platforma Pražané Praze, která v komunálních volbách roku 1994 získala jeden mandát v Zastupitelstvu hlavního města Prahy (zastupitelkou se stala režisérka Věra Chytilová) a 63 mandátů v obvodních a místních zastupitelstvech.  V červnu 1995 tato formace změnila název na Občané své obci a začala vyvíjet aktivity k průniku i do mimopražské politiky. Krátce nato byl subjekt opět přejmenován na Občanské národní hnutí. Počátkem roku 1996 se díky vyjednávání s některými poslanci Poslanecké sněmovny Parlamentu České republiky podařilo této formaci získat i parlamentní zastoupení, když zde v únoru 1996 vznikl poslanecký klub Občanského národního hnutí sestávající z šesti poslanců, kteří odešli z Liberální strany národně sociální (jedním z nich byl i Ladislav Blažek, který do roku 1995 byl poslancem ODS). Tito poslanci ovšem formálně členy ONAH nebyli.
V sněmovních volbách v roce 1996 strana nekandidovala, ale v senátních volbách roku 1996 se neúspěšně o zvolení do horní komory českého parlamentu pokoušelo několik jejích kandidátů, včetně předsedy ONAH Ladislava Blažka, jmenovce výše uvedeného poslance, jenž se pokoušel o zvolení za senátní obvod č. 21 - Praha 5.
Následně se název subjektu vrátil k původní podobě Pražané Praze. A pod tímto názvem kandidoval v komunálních volbách roku 1998 a komunálních volbách roku 2002, ovšem již bez zisku mandátů.